# ニュー・グラス
『ニュー・グラス』（New Grass）は、アメリカ合衆国のジャズ・サクソフォーン奏者、アルバート・アイラーが1969年に発表したスタジオ・アルバム。

## 解説
ファンク、ソウル、ロックのリズムを取り入れた作品で、過去にアイラーのグループでアップライトベースを弾いていたビル・フォルウェルは、本作ではエレクトリックベースに持ち替え、ホーン・セクションも導入された。また、アイラーの妻メアリー・パークスと、R&B系のシンガーソングライター、ローズ・マリー・マッコイがボーカルで参加した。「ニュー・ゴースツ」は、アイラーの代表曲「ゴースツ」の改作である。

## 評価
アル・キャンベルはオールミュージックにおいて5点満点中3.5点を付け「恐らくアイラー最大の問題作で、世界のファンからも批評家からも誤解されている、もっと言えば嫌われている」「アイラーのボーカルおよびテナーの演奏は、商業主義のラジオ局でのエアプレイを狙ってはいない」「アイラーは決して、R&Bや土臭いブルースの素人ではなく、1950年代にシカゴのブルースマン、リトル・ウォルターのバックでキャリアをスタートさせた」と評している。

## 収録曲
特記なき楽曲はアルバート・アイラー、メアリー・パークス、ローズ・マリー・マッコイの共作。
1. メッセージ・フロム・アルバート〜ニュー・グラス - "Message from Albert - New Grass" (Albert Ayler, Bert DeCoteaux) - 3:54
2. ニュー・ジェネレーション - "New Generation" - 5:06
3. サン・ウォッチャー - "Sun Watcher" (A. Ayler) - 7:27
4. ニュー・ゴースツ - "New Ghosts" (A. Ayler, Mary Parks) - 4:09
5. ハート・ラヴ - "Heart Love" (A. Ayler, M. Parks) - 5:31
6. エヴリバディズ・ムーヴィン - "Everybody's Movin'" - 3:42
7. フリー・アット・ラスト - "Free at Last" - 3:05

## 参加ミュージシャン
- アルバート・アイラー – テナー・サクソフォーン、ボーカル、口笛
- ザ・ソウル・シンガーズ（ローズ・マリー・マッコイ（英語版）、メアリー・パークス） - ボーカル(on #2, #5, #6, #7)
- セルダン・パウエル - テナー・サクソフォーン(on #2, #5, #6, #7)
- バディ・ルーカス - バリトン・サクソフォーン(on #1, #2, #5, #6, #7)
- バート・コリンズ、ジョー・ニューマン - トランペット(on #1, #2, #5, #6, #7)
- ガーネット・ブラウン - トロンボーン(on #1, #2, #5, #6, #7)
- カール・コブス - エレクトリック・ハープシコード(on #2, #5, #6, #7)
- ビル・フォルウェル - エレクトリックベース
- バーナード・パーディ - ドラムス

また、「ニュー・ゴースツ」にはタンバリン奏者（詳細は不明）も参加している。